# Угу Порфіріу
У́гу Кардо́зу Порфі́ріу (порт. Hugo Cardoso Porfírio; народився 28 вересня 1973; Лісабон, Португалія) — колишній португальський футболіст, півзахисник. Захищав кольори національної збірної Португалії, у складі якої брав участь у Чемпіонаті Європи 1996 р.

## Національна збірна Португалії
Порфіріу захищав кольори національної збірної Португалії в 1996 році. Загалом за збірну провів 3 поєдинки.